# C15orf61
C15orf61 (англ. Chromosome 15 open reading frame 61) – білок, який кодується однойменним геном, розташованим у людей на 15-й хромосомі. Довжина поліпептидного ланцюга білка становить 157 амінокислот, а молекулярна маса — 18 091.
| 10         |  | 20         |  | 30         |  | 40         |  | 50         |
| ---------- |  | ---------- |  | ---------- |  | ---------- |  | ---------- |
| MEALRRAHEV |  | ALRLLLCRPW |  | ASRAAARPKP |  | SASEVLTRHL |  | LQRRLPHWTS |
| FCVPYSAVRN |  | DQFGLSHFNW |  | PVQGANYHVL |  | RTGCFPFIKY |  | HCSKAPWQDL |
| ARQNRFFTAL |  | KVVNLGIPTL |  | LYGLGSWLFA |  | RVTETVHTSY |  | GPITVYFLNK |
| EDEGAMY    |  |            |  |            |  |            |  |            |

A: Аланін

C: Цистеїн

D: Аспарагінова кислота

E: Глутамінова кислота

F: Фенілаланін

G: Гліцин

H: Гістидин

I: Ізолейцин

K: Лізин

L: Лейцин

M: Метіонін

N: Аспарагін

P: Пролін

Q: Глутамін

R: Аргінін

S: Серин

T: Треонін

V: Валін

W: Триптофан

Секретований назовні.